# 一个艺妓的回忆
《一個藝妓的回憶》（英語：Memoirs of a Geisha）是美國作家亞瑟·高登（Arthur Golden）於1997年出版的一本英文小說。小說講述了藝妓小百合二戰期間在日本京都成長和生活。正體中文譯本《一個藝妓的回憶》於2001年由林妤容翻譯，希代出版社出版。簡體中文譯本《一个艺妓的回忆》於1999年由青海人民出版社出版。
2005年，美國哥倫比亞電影公司將本書改編成電影《藝伎回憶錄》，该片在日本以《SAYURI》之名上映，即主人翁之藝名小百合。

## 故事梗概
1929年的日本，一處貧苦小漁村中，一位小女孩千代長著一雙不尋常的藍灰色眼睛。她被拐賣到一間著名的置屋（藝妓館）後，忍受著當紅藝妓初桃的百般刁難。後來遇到貴人—另一位頂級藝妓豆葉，終於獲准成為藝妓，改名小百合，接受嚴格的藝妓訓練，包括音樂、舞蹈、藝術、談吐、茶道等等技能。初桃非常嫉妒，經常在豆葉和小百合在場的情況下現身，攪亂局面讓大家尷尬。
小百合一生中最憧憬的男人是12歲時遇到的風度翩翩的會長，這也是她決心成為藝妓的精神支柱。豆葉一直維護著小百合，在和初桃的較量中先聲奪人，當小百合15歲時將小百合的初夜以天價（11,500日圓）賣出，令她從此清還債務，而置屋的經營人更把小百合正式立為女兒。小百合18歲時，豆葉又為她找到一位將軍做她的靠山/供養人（旦那）。小百合終於擊敗初桃，成為置屋的繼承人，而初桃後來則淪為賣淫女。二戰中期，將軍無力再奉養她，此時她也已經成為當紅藝妓，受到男人們的熱情追求，但她心中仍然只有會長一人。無奈會長因為其好友延喜歡小百合而一直沒有主動。在二戰期間，延安排小百合在一名相熟的和服製造商處工作，使她免受淪為工廠女工之苦。儘管小百合十分感激，但她最終拒絕了延而成為了會長的情婦，並為了會長的家庭和名譽，選擇了遠走他鄉，於美國紐約定居並設立茶館，招待由日本而來的官商及藝妓。

## 小說爭議
小說出版後，高登因為沒有隱晦，於前言中直接使用了藝妓的原名，結果被告上法庭，指控他侮蔑自己名誉並撕毀合約。原告岩崎峰子（岩崎究香）指出，原本的合約是故事中的主要人物都要用改名換姓，因為藝妓界有嚴格的“封口”規矩，一旦違犯會被視為重罪。原告宣稱，她的名字出現在小說中後，受到了很多死亡威脅，還有人要求她切腹謝罪。她最終選擇了控訴高登的方法，此案2003年通过调停以高登支付赔偿而结束。
雖然此書在美國暢銷，但日本人對其大加抨擊，認為其歪曲日本藝妓文化，有人甚至批評其為美國人對日本文化的強姦。這名藝妓自己還出版《真正的藝伎回憶錄》（芸妓峰子の花いくさ―ほんまの恋はいっぺんどす）來反擊。

## 其他
現代漢語中的“妓”字除性工作者沒有別的日常用法，然而在古時這個字和“伎”都可以用來形容從事工藝、藝術、歌舞等行業的人，“人”字旁和“女”字旁區分性別，和賣身並沒有必要的聯繫。由於“妓”字涵義的變遷，現在中文對這個職業也可寫作“藝伎”，但“藝妓”仍然廣泛使用，這就讓很多人誤以為她們是從事性交易的妓女。必須強調的是，日語的寫法為「藝妓」，有別於只有男性演員演出的「歌舞伎」。